# Baependi (kommun)
Baependi är en kommun i Brasilien.   Den ligger i delstaten Minas Gerais, i den sydöstra delen av landet, 800 km söder om huvudstaden Brasília. Antalet invånare är 18 292.
Följande samhällen finns i Baependi:
- Baependi

Omgivningarna runt Baependi är huvudsakligen savann. Runt Baependi är det ganska glesbefolkat, med 23 invånare per kvadratkilometer.